# Amulree Bridge

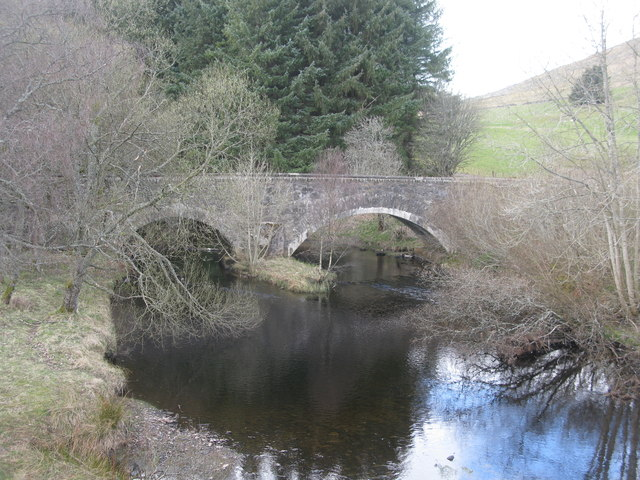
Blick auf die Brücke

Die Amulree Bridge ist eine Brücke über den Fluss Braan am Rande der Ortschaft Amulree im Norden von Schottland.
Errichtet wurde sie Anfang des 18. Jahrhunderts, vermutlich zwischen 1725 und 1740, aus militärischen Gründen. Dies geschah im Rahmen der Erschließung des Nordens von Schottland durch General Wade. Sie weist zwei Bögen auf, zusätzlich einen weiteren auf der Südseite, der aber nur im Falle von Hochwasser zum Tragen kommt. Bis 2010 führte über sie die Straße A822, dann wurde sie durch einen Neubau weiter östlich ersetzt.
Das ursprüngliche Bauwerk ist seit 1988 als Listed Building der Kategorie B ausgewiesen und steht somit unter Denkmalschutz.